# Koceľovce
Koceľovce (in ungherese Gecelfalva) è un comune della Slovacchia facente parte del distretto di Rožňava, nella regione di Košice.